# BEMSアグリゲータ
BEMSアグリゲータとは、経済産業省の補助事業「エネルギー管理システム導入促進事業」において、中小ビル等にBEMSを導入するとともに、クラウド等によって自ら集中管理システムを設置し、中小ビル等の省エネを管理・支援する事業者 (エネルギー利用情報管理運営者) のことをいう。
2013年9月に、本補助事業の予算が東日本大震災の復興予算を流用したものであることが報道され、事業が打ち切られることとなった。

## 概要
本補助事業は、2011年度第三次補正予算において要求された。この予算は東日本大震災の復興予算であったが、経済産業省は、中小企業向けのBEMSと家庭向けのHEMSの導入促進を合わせ、同予算から300億円を確保した。
事業管理は、同省の外郭団体である一般社団法人 環境共創イニシアチブ (SII) において行われた。
補助金を受けるのはBEMSを導入する中小企業等とされたが、これらの受給企業がBEMSアグリゲータとの間で、BEMSの導入と「エネルギー管理支援サービス」の契約を締結することにより、補助金がBEMSアグリゲータに流れ込む構図となっていた。なお、実際の補助金交付申請は、BEMSアグリゲータが代行することとされた。
また、受給企業は、サービス開始後1年間の電力消費の実績を、BEMSアグリゲータを通じて国に情報提供することとされた。

## 経緯
2012年1月から事業者の一次募集・審査が開始され、2012年4月にBEMSシステム会社、家電量販店、ESCO事業者、リース業者等からなる21の事業者・コンソーシアムがBEMSアグリゲータとして選定・登録された。これらのBEMSアグリゲータが掲げた、2年間 (2013年度末まで) のBEMS導入契約の目標数は、合計で6.5万件にのぼった。
しかし事業開始後約1年を経た2013年3月の時点においても、BEMSの導入件数は3,000件程度にとどまったため、2013年3月からBEMSアグリゲータの二次募集が行われた。
なおBEMSアグリゲータの公募にあたっては「業務を全うできる安定的な事業基盤を有していること」という要件を含めて審査したにもかかわらず、登録されていたBEMSアグリゲータ1社が2013年3月に破産している。

## 事業の打ち切り
一方、政府は、東日本大震災の復興予算について、その使途を更に厳格化することとし、2013年7月2日に行われた復興推進会議において、公益法人や地方公共団体に配分された予算のうち、被災地の復旧・復興に直接関係のないものについて、未執行分の返還を求めることを決定した。
同会議において報告された返還見込額は合計で1千億円以上にのぼったが、そのうち本補助事業の返還見込額は52億円とされていた (300億円中248億円が執行済みとされた) 。
しかし、2013年9月になって、本補助事業の予算が東日本大震災の復興予算を流用したものであることが報道された。報道の概要は以下のようなものであった。
- 本補助事業は、東日本大震災の復興予算を流用したものである
- 2013年7月に経済産業省が執行済みと称して国庫に返還しなかった248億円のうち、2012年度までに使われたのは23億円に過ぎなかった
- 残り225億円には契約に至っていない在庫分が含まれており、9月現在もなお機器の販売が続けられている
- 被災者は、「復興とは無関係。日頃からこまめに電気を消せばいいだけ」とあきれた様子

このため、経済産業省は、BEMS導入契約が11月1日以降になるものについて補助対象から除くことを発表し、補助金の交付申請は2013年10月末をもって打ち切られた。

## 事業の成果
最終的なBEMS導入申請件数は約6,300件で、目標の1割未満にとどまり、当初の需要見込みが過大なものであったことを示している。

## BEMSアグリゲータ 一覧
幹事社のみ (2013年5月24日現在。掲載順は、(一社) 環境共創イニシアチブのホームページによる)
- 大崎電気工業
- エナリス
- ダイキン工業
- イオンディライト
- エディオン
- 日本電気
- 日本アイ・ビー・エム
- ヴェリア・ラボラトリーズ
- NTTデータカスタマサービス
- 富士通
- 日立製作所
- NKワークス
- 日本テクノ
- 九電工
- パナソニックESエンジニアリング
- 東芝
- オリックス
- NTTファシリティーズ
- 日本ユニシス
- ユアテック
- エービル
- 三井情報
- 洸陽電機
- アズビル